# Dasua
Dasua là một thành phố và là nơi đặt hội đồng đô thị (municipal council) của quận Hoshiarpur thuộc bang Punjab, Ấn Độ.

## Địa lý
Dasua có vị trí 31°49′B 75°40′Đ / 31,82°B 75,66°Đ Nó có độ cao trung bình là 240 mét (787 feet).

## Nhân khẩu
Theo điều tra dân số năm 2001 của Ấn Độ, Dasua có dân số 20.118 người. Phái nam chiếm 52% tổng số dân và phái nữ chiếm 48%. Dasua có tỷ lệ 76% biết đọc biết viết, cao hơn tỷ lệ trung bình toàn quốc là 59,5%: tỷ lệ cho phái nam là 79%, và tỷ lệ cho phái nữ là 73%. Tại Dasua, 11% dân số nhỏ hơn 6 tuổi.